# Вава (буква)

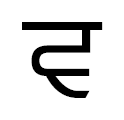

Вава (в.-пандж. ਵਵਾ) — ва, 34-я буква алфавита гурмукхи. С буквы вава начинается священное слово Вахигуру (ਵਾਹਿਗੁਰੂ), с которого начинаются сикхские молитвы. В орфографии некоторых слов сохранилась подписная буква Ва, например ਸ੍ਵਰ (свара — гласная).
Огласовки: ва — ਵਾ , ви — ਵਿ , вэ — ਵੇ , вай — ਵੈ

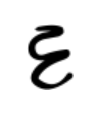
Рукописная «ва»
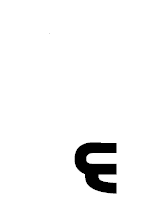
Подписная «ва»

## В грамматике
- ਵਾਂ (ван) — одно из окончаний множественного числа существительных и окончание косвенного падежа существительных женского рода.
- ਵੇ (вэ) — окончание некоторых собирательных числительных.
- ਵਿੱਚ (вичча) — послелог в, на, среди, внутри, между.
- ਵੀ (ви) — эмфатическая частица.
- Ванга — частица подобия.
- Вах — междометие удивления.